# Tjuvbaggar
Tjuvbaggar (Ptininae) är en underfamilj i familjen trägnagare (Ptinidae) i ordningen skalbaggar. I Europa förekommer 154 arter eller underarter i 14 släkten. Några arter har introducerats i regioner av människan. Vissa auktoriteter kategoriserar tjuvbaggar som den egna familjen Ptinidae.